# Tipula niethammeri
Tipula niethammeri är en tvåvingeart som beskrevs av Mannheims 1969. Tipula niethammeri ingår i släktet Tipula och familjen storharkrankar. Inga underarter finns listade i Catalogue of Life.